# 庵奥翔太
庵奥 翔太（あんおく かぶと、1993年4月19日 - ）は、日本の元ラグビーユニオン選手。

## プロフィール
- 兵庫県尼崎市出身。
- 現役時代のポジションはプロップ(PR)、フッカー(HO)。
- 身長 178cm、体重 105kg
- ニックネームはカブ。
- 妹の里愛もラグビー選手(現・三重パールズ)。
- 関東学生代表に選ばれたことがある[1]。

## 略歴
6歳からラグビーを始めた。
2012年、常翔啓光学園高校卒業後、日本大学に入学する。
2015年、日本大学ラグビー部の副将に就任した
2016年、日本大学卒業後、NTTコミュニケーションズシャイニングアークスに加入。同年8月27日に行われたジャパンラグビートップリーグ第1節の神戸製鋼コベルコスティーラーズ戦に先発出場で公式戦初出場を果たす。
2022年7月、NTT再編に伴う新チーム浦安D-Rocks選手スコッドに選ばれた。
2024年、現役を引退した。